# Étienne Mattler
Étienne Mattler (* 25. Dezember 1905 in Belfort; † 23. März 1986 in Bavilliers) war ein französischer Fußballspieler auf der Position eines Abwehrspielers. Er war zuletzt für CS Le Thillot in Lothringen und die Französische Fußballnationalmannschaft aktiv.

## Karriere

### Verein
Étienne Mattler, der als Jugendlicher zunächst Radsportler gewesen war, wechselte nach dem Radunfalltod seines älteren Bruders in die Fußballabteilung der heimatlichen Union Sportive Belfort, wo er schon als 16-Jähriger in der Reservemannschaft eingesetzt wurde. Ab 1927 spielte er für AS Strasbourg, bevor er sich 1929 – drei Jahre vor Einführung einer einheitlichen Profiliga – dem erst kurz zuvor gegründeten FC Sochaux-Montbéliard anschloss. Mit den Sochaliéns, denen er bis zum Ende seiner Spielerlaufbahn treu blieb, gewann der linke Verteidiger 1931 einen allerdings nur inoffiziellen Landesmeistertitel, die Coupe Sochaux. 1935 und 1938 wurde er dann auch offiziell französischer Meister, 1937 zudem nur aufgrund des schlechteren Torquotienten Vizemeister und Pokalsieger. Zu seinen Mitspielern in diesem erfolgreichen Team gehörten unter anderem Roger Courtois, der Schweizer „Trello“ Abegglen und der Brite Bernard Williams. Schon 1930 war Mattler zudem erstmals in die Nationalelf berufen worden.
Mattler war ein physisch enorm starker, athletischer und mutiger Abwehrspieler, der seinen oft technisch hoch überlegenen Gegenspielern aufgrund seiner kämpferischen Einstellung und mit meist fairen Mitteln den Schneid abkaufte und sich auch selbst nicht schonte: im Dress der Bleus hat er beispielsweise Spiele trotz Kieferbruchs (1933 gegen Spanien) oder eines Bänderrisses am Fuß (1937 gegen Italien) bis zum Abpfiff durchgestanden.
Diesen Mut hat Étienne Mattler auch außerhalb des Spielfeldes wiederholt bewiesen: so stimmte er 1938 in Neapel beim Bankett nach einem Länderspiel gegen die Elf des faschistischen Italien als Erwiderung auf die zahlreichen Toasts und Lobsprüche auf den Duce die Marseillaise an und protestierte offiziell gegen die rassistischen Parolen, denen sein nordafrikanischer Mitspieler Larbi Ben Barek dort ausgesetzt war. Für diesen Akt der Zivilcourage wurde er kurz darauf vom französischen Präsidenten Albert Lebrun ausgezeichnet. Und als Zweiter Weltkrieg und deutsche Besetzung Frankreichs nicht nur seine Fußballerkarriere unterbrachen, schloss er sich dem französischen Widerstand an; im Februar 1944 wurde er verhaftet, konnte aber aus dem deutschen Internierungslager fliehen und kämpfte dann erneut bei der Befreiung seiner Heimatstadt mit.
Nach Kriegsende spielte er noch ein Jahr für seinen FC Sochaux in der ersten Liga und beendete seine Karriere als 40-Jähriger bei CS Le Thillot.

### Nationalmannschaft
Mattler gab sein Debüt für die französische Fußballnationalmannschaft am 25. Mai 1930 im Freundschaftsspiel gegen Belgien (1:2). Zusammen mit den Vereinsgefährten André Maschinot und den Brüdern Lucien und Jean Laurent wurde Mattler von Nationaltrainer Raoul Caudron in das französische Aufgebot zur Fußball-Weltmeisterschaft 1930 in Uruguay berufen. Hier bildete er mit Marcel Capelle die Abwehr der Franzosen und stand in allen drei Partien, gegen Mexiko (4:1), Argentinien (1:0), Chile (1:0), in der Startelf. Auch an den Weltmeisterschafts-Endrunden 1934 in Italien und 1938 im eigenen Land gehörte er den Aufgebot der Les Bleus an und stand in allen Partien im Startaufgebot.
Zwischen Mai 1930 und Januar 1940 bestritt Étienne Mattler 46 Länderspiele für die Équipe Tricolore, bildete darin zusammen mit Jules Vandooren ein Verteidigerpaar, das in Frankreich bis heute zu den besten seiner Zunft zählt. Ein Tor ist ihm dabei nie gelungen, aber er war in 14 Spielen französischer Mannschaftskapitän und von 1938 (mit seinem 42. Länderspiel übertraf er den Rekord von Jules Dewaquez) bis 1955 (als Roger Marche ihn seinerseits ablöste) auch Rekordnationalspieler seines Landes. Seinen letzten Einsatz absolvierte er zwei Tage später am 28. Januar 1940 gegen die Auswahl von Portugal (3:2).

### Erfolge
Verein
- Französischer Regionalmeister: 1931
- Französischer Meister: 1935, 1938
- Französischer Pokalsieger: 1937

## Leben nach der Zeit als Spieler
Von 1946 bis 1948 trainierte Mattler die Amateurelf CS Le Thillot in Lothringen und anschließend bis 1955 die US Belfort, in der er die ersten Schritte seiner langen und erfolgreichen Karriere unternommen hatte. Danach widmete er sich seiner Gastwirtschaft (Bar-Tabac) in Belfort und arbeitete als Repräsentant für ein Unternehmen der Nahrungs- und Genussmittelbranche. Mit 80 Jahren verstarb Étienne Mattler im Frühjahr 1986 in Bavilliers. Das Stadion seines Heimatortes Belfort, das Stade Étienne Mattler, ist ihn zu Ehren benannt.